# Eulma
Ne doit pas être confondu avec El Eulma.
La commune de El Eulma est située au Sud Est de la Wilaya de Annaba. Elle est limitée au Nord par la commune  de  Berrahal,  à  l’Est  par  les  communes  de  Cheurfa  et  Ain  Berda,  au  Sud  par  la  Wilaya  de  Guelma  et  à  l’Ouest  par  la  Wilaya  de  Skikda.  Les  trois  agglomérations  concernées  par  la  présente  étude  sont  sur  ou  à  proximité  de  la  R.N.  84,  qui  traverse  la  partie  Nord  du  territoire  de  la  commune.  D’Est en Ouest. On trouve successivement Hashassia, El Eulma et Sidi Hamed

## Géographie
La commune de Eulma est située au sud-ouest de la wilaya d'Annaba.
|                                      | Berrahal                    |           |
| Bekkouche Lakhdar (Wilaya de Skikda) | Eulma                       | Cheurfa   |
| Bouati Mahmoud (Wilaya de Guelma)    | Nechmaya (Wilaya de Guelma) | Aïn Berda |